# Albinaria leonisorum
Albinaria leonisorum is een slakkensoort uit de familie van de Clausiliidae. De wetenschappelijke naam van de soort is voor het eerst geldig gepubliceerd in 1901 door O. Boettger.